# جایزه بزرگ دیترویت ۱۹۸۷
جایزه بزرگ دیترویت ۱۹۸۷ (انگلیسی: ‎1987 Detroit Grand Prix‎) یک مسابقهٔ موتوری در رشتهٔ اتومبیل‌رانی فرمول یک بود که در تاریخ ۲۱ ژوئن ۱۹۸۷ در پیست خیابانی دیترویت واقع در دیترویت، میشیگان، ایالات متحده برگزار شد. این گراند پری در میان ۱۶ گراند پری در فصل ۱۹۸۷، مسابقهٔ شمارهٔ ۵ بود.
در این مسابقه که در ۶۳ دور و به مسافت ۲۵۳٫۴۴۹ کیلومتر (۱۵۷٫۴۸۶ مایل) برگزار شد، پول پوزیشن توسط نایجل منسل کسب شد و سریع‌ترین زمان برای طی یک دور پیست که برابر با ۱:۴۰٫۴۶۴ بود نیز توسط آیرتون سنا به ثبت رسید.
آیرتون سنا از تیم لوتوس-هوندا، نلسون پیکه از تیم ویلیامز-هوندا و آلن پروست از تیم مک‌لارن-تگ به‌ترتیب مقام‌های اول تا سوم مسابقه را کسب کردند.

## رده‌بندی قهرمانی پس از مسابقه
| جایگاه | راننده          | امتیاز |
| ------ | --------------- | ------ |
| ۱      | آیرتون سنا      | ۲۴     |
| ۲      | آلن پروست       | ۲۲     |
| ۳      | نلسون پیکه      | ۱۸     |
| ۴      | استفان یوهانسون | ۱۳     |
| ۵      | نایجل منسل      | ۱۲     |
| منبع:  |                 |        |

| جایگاه | سازنده        | امتیاز |
| ------ | ------------- | ------ |
| ۱      | مک‌لارن-تگ     | ۳۵     |
| ۲      | ویلیامز-هوندا | ۳۰     |
| ۳      | لوتوس-هوندا   | ۲۷     |
| ۴      | فراری         | ۱۷     |
| ۵      | برابام-ب‌ام‌و   | ۴      |
| منبع:  |               |        |

یادداشت
- تنها پنج جایگاه نخست از هر رده‌بندی نمایش داده شده‌است.